# Mallihalli, Hosadurga
Mallihalli là một làng thuộc tehsil Hosadurga, huyện Chitradurga, bang Karnataka, Ấn Độ.